# شهرستان موزکرون
شهرستان موک خن (به فرانسوی: Mouscron) در استان انو  در منطقه فدرال والوون در کشور بلژیک واقع شده‌است.

## شهرها
1. کمین‌وارنتون
2. موزکرون